# Kira (cràter)

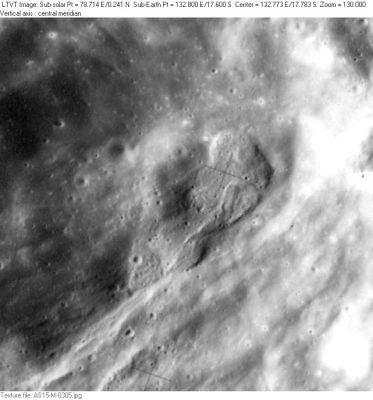
Vista obliqua des de l'Apol·lo 15

Kira és un petit cràter volcànic situat a la part sud de la cara oculta de la Lluna. Es troba a la part oriental del cràter satèl·lit Patsaev Q. Els cràters veïns més propers són Tsiolkovski al sud-oest, Patsaev al nord-est, Bondarenko a l'est i Fesenkov al sud-sud-est.
És format per una sèrie de fluxos de lava al voltant d'una cavitat central, fent un dom. Aquests fluxos de lava cobreixen un diàmetre de 10 km, però si s'ha de jutjar per la seua dimensió, la denominació de la UAI se n'aplica només a la caldera central.

## Denominació
El nom procedeix d'una designació originàriament no oficial, continguda a la pàgina 102A1/S1 de la sèrie de plànols de la Lunar Topophotomap de la NASA, que fou adoptada per la UAI al 1979.